# بوتزباخ
شهر بوتزباخ در ایالت هسن در کشور آلمان واقع شده است.